# André Scrima
André Scrima, né le 1er décembre 1925 en Transylvanie et mort à Bucarest le 19 août 2000, est un moine orthodoxe roumain, philosophe, théologien qui a joué un grand rôle dans le dialogue œcuménique, contribuant notamment au rapprochement entre les catholiques et les orthodoxes.

## Biographie
Formé à la  philosophie, la théologie, mais aussi aux sciences mathématiques et physiques, André Scrima a fait partie du « Buisson ardent », ce groupe d'intellectuels, qui, à partir de 1944, dans la Roumanie stalinienne, se rassemble discrètement pour ressourcer l'orthodoxie à travers l'hésychasme et la prière du cœur.
Devenu bibliothécaire au patriarcat orthodoxe de Bucarest, Scrima rencontre le ministre indien de la culture. Impressionné par sa connaissance de la spiritualité hindoue, ce dernier lui propose une bourse d'études pour Bénarès où André Scrima va impulser un dialogue entre le christianisme et l'hindouisme à partir de l'hésychasme. A son retour d'Inde, en 1959, l'étau communiste s'est resserré en Roumanie ; Scrima s'établit alors au Liban où il devient le père spirituel d'un monastère.
En 1961, il rencontre le patriarche de Constantinople Athénagoras 1er, qui en fait son représentant personnel au Concile de Vatican II. Après la clôture du Concile, il devient l'intermédiaire privilégié entre Paul VI et Athénagoras 1er, présent auprès de celui-ci lors de la rencontre de Jérusalem en 1964, travaillant sur le texte qui abolit les anathèmes de 1054, dégageant le sens de l'agenouillement du pape à l'ex basilique Sainte-Sophie en Turquie en juin 1967.
Dans une visée de coopération œcuménique, il est ensuite envoyé par son Eglise dans les milieux religieux occidentaux catholiques. Au début des années 1960, il s'installe à Paris, où il déploie une intense activité d’enseignement, donne des conférences, écrit des articles,. Il accomplit aussi de nombreux séjours dans les monastères catholiques, à la fois chartreux, bénédictins et cisterciens, initie les communautés à la pratique de la prière du coeur à travers des conférences sur le monachisme roumain, ou les Récits d'un pèlerin russe, ce chef-d'œuvre de la spiritualité orthodoxe. Quoique discrète, et peu connue, son influence a été grande dans ces milieux contemplatifs français, notamment dans la fondation par Placide Deseille du monastère de rite byzantin à Aubazine, en Corrèze, mais aussi dans la vie de certaines grandes figures du catholicisme occidental, comme celle d'André Louf. Beaucoup ont raconté la séduction opérée par ce personnage : « Ce qui frappait le plus, c'était son intelligence exceptionnelle assortie d'une excellente mémoire. L'étendue de son savoir et sa culture de polyglotte auraient pu en imposer, mais il n'en était rien, car il se montrait simple et affable dans ses relations avec les autres. Sa délicatesse d'âme, surtout, et ses qualités de cœur lui gagnaient spontanément la sympathie de ceux qui l'approchaient – une sympathie qui souvent se transformait peu à peu en amitié », se souvient une sœur ermite catholique qui l'a fréquentée.
Après la chute du Mur de Berlin, André Scrima rentre en Roumanie où il meurt en 2000. « Exilé volontaire pendant une trentaine d’années, le père André Scrima fut un exemple d’une nouvelle forme de monachisme, le "monachisme dans le monde", le "désert dans la cité". L'appel du Christ, l'universalité de la vocation du chrétien, ne connaît plus de frontières; c’est le sens spirituel de la "mondialisation" de la fin du XXe siècle. Héritier de la tradition hésychaste multi-centenaire de la Roumanie, il fut un précurseur et un puissant témoin du monachisme dans le monde », écrit de lui un spécialiste de la spiritualité orthodoxe.